# Gulstrupig barbett
Gulstrupig barbett (Eubucco richardsoni) är en sydamerikansk fågel i familjen amerikanska barbetter inom ordningen hackspettartade fåglar.

## Utseende och läte
Gulstrupig barbett är en liten och färgglad barbett med varierande utseende. Hanar är typiskt olivgröna ovan och bjärt gula under, med karmosinrött på hjässa och huvudsidor. I nordöstra Peru och närliggande Brasilien är dock det karmosinröda ersatt av svart. På bröstet syns olika mängd orangerött. Honan liknar hanen men är mattare färgad, ofta med mer grått i huvudet. Sången är mörk och rullande.

## Utbredning och systematik
Gulstrupig barbett förekommer i västra Amazonområdet. Den delas vanligen in i fyra underarter med följande utbredning:
- richardsoni-gruppen
  - Eubucco richardsoni richardsoni – förekommer i sydöstra Colombia, östra Ecuador och norra Peru (väster om Iquitos)
  - Eubucco richardsoni nigriceps – förekommer i nordöstra Peru (lägre Río Napo) och allra nordvästligaste Brasilien i västra Amazonområdet
- aurantiicollis-gruppen
  - Eubucco richardsoni aurantiicollis – förekommer i östra Peru söder om Rio Marañón och från västra Brasilien söder om Amazonfloden till nordvästra Bolivia
  - Eubucco richardsoni purusianus – förekommer i västra Brasilien söder om Amazonfloden (från Rio Juruá till övre Rio Madeira)

Sedan 2014 urskiljer Birdlife International och naturvårdsunionen IUCN underarterna aurantiicollis och purusianus som den egna arten "flamstrupig barbett". 

## Levnadssätt
Gulstrupig barbett hittas vanligen nära vatten, kring korvsjöar, skogsbelägna vattendrag och sumpskogar. Den kan också ses i ungskog och kring skogsbryn. Arten slår ofta följe med kringvandrande artblandade flockar.

## Status
IUCN bedömer hotstatus för underartsgrupperna (eller arterna) var för sig, båda som livskraftiga.